# Учёное звание
Учёное зва́ние — ступень квалификационной системы в высших учебных заведениях и научных организациях, позволяющей ранжировать научных и научно-педагогических сотрудников на отдельных этапах академической карьеры.
В отличие от другого квалификационного показателя — учёной степени, званием подтверждается не только определённый уровень специалиста как исследователя, но и соответствие этого специалиста конкретной научно-преподавательской должности. В большинстве государств и стран приём сотрудника на какую-либо должность в университете или НИИ означает получение одноимённого с этой позицией звания на период трудовых отношений. Однако в современной Российской Федерации (России) учёное звание является пожизненным, но присваивается лишь после отработки необходимого стажа в одноимённой (или эквивалентной) должности и выполнения ряда других формальных условий.

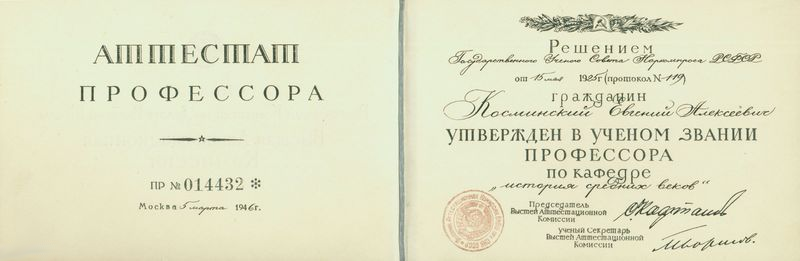
Аттестат профессора (Союз ССР, 1946 год).

## Учёные звания в России

### Современное состояние
В настоящее время (2025 год) в России присваиваются два учёных звания: «доцент» и «профессор». Эти термины являются общепринятыми укорочениями полного наименования званий, указывающего на сферу деятельности: «доцент по такой-то специальности», или «профессор по такой-то специальности», или «профессор РАН / РАО по такому-то отделению». Прочие титулы и понятия, относящиеся к занятым в научно-образовательной сфере лицам (доктор наук, членкор, научный сотрудник, ассистент и другие) учёными званиями не являются.
Учёные звания присваивает Минобрнауки России по аттестационным документам, представленным вузами или НИИ.  Звание доцента получают, как правило, кандидаты наук, а профессора — только доктора наук. Звание всегда присваивается пожизненно и сохраняется за его обладателем при смене должности, места работы, после ухода на пенсию.
Не следует смешивать учёные звания доцента и профессора с должностями в вузах, имеющими аналогичные наименования. Для вступления в эти — и даже более высокие, такие как декан или проректор — должности наличия звания зачастую не требуется. Обычно учёное звание присваивается уже после определённого времени работы в соответствующей должности и при выполнении ряда других необходимых условий. Например, доктор наук, имеющий учёное звание доцента, может занять должность профессора, а затем через несколько лет быть выдвинут на звание «профессор».
Учёное звание (кроме звания профессора РАН / РАО), как и учёная степень, даёт обладателю право на повышение тарифно-квалификационной категории в вузе или НИИ. Предмет работы при этом должен соответствовать профилю, по которому было получено звание. Вопрос об учёте звания  «Профессор РАН / РАО» при назначении оклада решается индивидуально. Также предусмотрена надбавка за учёное звание для служащих ряда силовых федеральных органов и сотрудников прокуратуры.

### Изменения последних лет
До конца 2013 года присваивались учёные звания доцента по кафедре и профессора по кафедре (в основном, работникам высших учебных заведений, в том числе совместителям), доцента по специальности и профессора по специальности (в основном, сотрудникам НИИ, задействованным в подготовке кадров). До 2002 года работники НИИ могли также получить учёное звание старшего научного сотрудника (снс), требования к соискателям которого не включали наличие педагогического опыта; оно теперь соответствует доценту по специальности.
С декабря 2013 года звания профессора и доцента присваиваются только «по специальности», существовавшие звания к ним приравниваются. Одновременно усложнилась процедура. Так, одним из обязательных условий присвоения звания профессора теперь является наличие на протяжении не менее трёх лет звания доцента (ранее учёное звание профессора могло присваиваться лицам, не имевшим до этого звания вообще). 
До конца 2013 года рассмотрением аттестационных дел соискателей званий занималась Высшая аттестационная комиссия (ВАК) при министерстве, именуемом «Минобрнауки», затем — само министерство. При этом термин «Минобрнауки» изменил смысл в мае-июне 2018 года: если до указанного времени так обозначалось Министерство образования и науки РФ, то 15 мая данное министерство было реорганизовано, а с 18 июня сокращение «Минобрнауки» официально стало относиться к новосозданному Министерству науки и высшего образования РФ.
В 2015 году введено почётное учёное звание «Профессор Российской академии наук (РАН)», присуждаемое — с ограничением по возрасту — за заслуги в научной деятельности. Оно присваивается не контрольно-надзорными органами высшей школы, а Президиумом академии. Достижения носителей этого звания как исследователей обычно выше, чем у среднего университетского профессора, однако опыт преподавания может быть небольшим. В 2016 году аналогичное звание появилось в РАО и там же, в 2018 г., «Доцент РАО». 
Некоторые новосозданные общественные академии, например РАЕ (см. правила) и РАЕН (см. документ), учредили свои профессорские титулы, но они не имеют официального статуса и не котируются.
Что касается финансового вознаграждения за учёные звания, то до 2013 года за степени и звания в вузах и НИИ обладателям выплачивались определённые законом надбавки. Затем, в соответствии с новой редакцией закона «Об образовании в России», надбавки были включены в должностной оклад, став его неотъемлемой частью.

## История учёных званий в России

### Учёные звания в Российской империи
Единственным учёным званием в Российской империи являлось, введённое Уставом 1804, звание заслуженного профессора, даваемое после 25 лет службы в университете, обычно перед выходом на пенсию. Звание заслуженного профессора обеспечивало пожизненную пенсию.
В научно-образовательной системе Российской империи, устроенной по германскому образцу и оформившейся на рубеже XVIII—XIX вв., существовали преподавательские должности адъюнкта, экстраординарного профессора и ординарного профессора. Позднее, с 1863 года, вместо адъюнктов были введены штатные доценты, в 1884 году переименованные в приват-доцентов. Должность ординарного профессора соответствовала заведующему кафедрой, а экстраординарного — профессору; для занятия этих должностей была необходима докторская степень. Адъюнкты, или доценты, являлись помощниками и заместителями профессоров; изначально адъюнктами становились лица из числа студентов, но с 1835 г. требования к ним были повышены до наличия степени магистра, аналогичной нынешнему кандидату наук.
Как «учёные звания» наименования вышеупомянутых должностей в те годы в России не использовались, кроме разговорного употребления. Вместо этого, роль «званий» университетских преподавателей и исследователей играли определённые чины в рамках единой системы — Табели о рангах. При занятии преподавательской должности и при получении степени доктора присваивался соответствующий чин:
- должность адъюнкта (доцента с 1863) — чин 8-го класса коллежский асессор[10];
- должность экстраординарного профессора — чин 8-го класса коллежский асессор (с 1804), чин 6-го класса коллежский советник (с 1884);
- должность ординарного профессора — чин 7-го класса надворный советник (с 1803), чин 5-го класса статский советник (с 1884)[11];
- степень доктора — чин 8-го класса коллежский асессор.

В течение 46 лет (1838—1884) в Российской империи существовали медицинские учебно-практические звания: лекарь, медико-хирург (до 1845), доктор медицины и доктор медицины и хирургии.

### Учёные звания в СССР
После революции 1917 года все чины, звания и степени, включая учёные, были отменены. В связи с отменой, с 1918 года для преподавателей университетов организовали два разряда: «профессор» — для всех, ведущих самостоятельное преподавание, и «преподаватель» — для остальных.
Учёные звания и степени в СССР были вновь введены постановлением Совнаркома в 1934 году. Гратификационная система в части учёных званий была более обширна, чем сегодня, и включала 6 званий, по три для вузов и для НИИ: вузовскому званию профессора в НИИ соответствовало звание действительного члена научно-исследовательского учреждения, званию доцента — старший научный сотрудник, а званию ассистента — младший научный сотрудник. Таким образом, в это время в научных и образовательных учреждениях страны действовала полностью параллельная система из трёх градаций учёных званий: в НИИ — младший, старший научный сотрудник, действительный член учреждения; в вузах — ассистент, доцент, профессор.
Впоследствии перестали присваиваться звания действительного члена учреждения (не упоминается в «Положении о порядке… присвоения учёных званий», утверждённом в 1975 году), затем младшего научного сотрудника и ассистента (нет в «Положении» 1989 года, введённом в действие с 1 июля 1990 г.) и — уже в постсоветский период — старшего научного сотрудника (отсутствует в «Положении» 2002 года).
Звания младшего научного сотрудника и ассистента были близки по квалификационным требованиям и не предполагали обязательного наличия у претендента учёной степени. В 30-х годах эти звания присваивались лицам, успешно окончившим аспирантуру и ведущим научную или образовательную работу, но позже требование об окончании аспирантуры было отменено. В отличие от званий профессора, доцента и старшего научного сотрудника, утверждение в учёном звании ассистента или младшего научного сотрудника оформлялось приказом руководителя вуза/НИИ без участия ВАК СССР, а аттестаты, удостоверяющие присвоение этих учёных званий, не выдавались.

## Учёные звания в духовных учебных заведениях
В образовательной системе Русской православной церкви (РПЦ) учёные звания не присваиваются, есть лишь должности профессоров и доцентов, на которые могут назначаться лица, имеющие как «светские» учёные степени доктора и кандидата наук, равно как и Ph.D., так и учёные степени в области богословия, присуждаемые учебными заведениями РПЦ и не признаваемыми за их пределами. Де-факто присуждением учёного звания профессора можно считать то, что после прохождения профессором трёх конкурсных отборов подряд, каждый на пять лет, в дальнейшем конкурсы не проводятся до достижения им возраста 65 лет. После достижения этого возраста профессор получает звание «заслуженный профессор», но теряет право занимать штатную должность профессора.

## Иностранные учёные звания

### Общая характеристика ситуации
Правила присвоения учёных званий в разных странах различны и часто основаны на национальных традициях, хотя предпринимаются шаги к унификации. В отличие от России и стран бывшего СССР, в большинстве государств отсутствует выраженное разграничение одноименных должностей и званий: например, прием сотрудника на должность профессора в учебном заведении одновременно означает получение титула профессора. Общим является строгое дифференцирование степеней от званий — учёная степень документирует квалификацию сотрудника, а звание отражает его соответствие конкретной научно-педагогической должности.
Наименования званий во многих странах совпадают с принятыми в России терминами доцент и профессор — с различными определениями: «заслуженный», «полный», «ординарный», «ассоциированный» и т. п.. В ряде стран учёными званиями также считаются ассистент, лектор, постдок. При этом «ассоциированный профессор» (associate professor) примерно соответствует российскому доценту, а «ассистент-профессор» (assistant professor) — просто научному сотруднику без звания. Достаточно подробные перечни ученых званий имеются в английском и итальянском разделах Википедии.

### Признание иностранных званий в РФ
Неформальное установление соответствия профессионального уровня обладателей званий из разных стран затруднительно, так как в каждой стране есть свои «сильные» и «слабые» институты, а квалификация тоже индивидуальна. Гораздо информативнее в этом смысле Curriculum vitae конкретного ученого.
В юридической плоскости, признание в РФ званий, полученных за рубежом, осуществляется либо в соответствии с международными договорами о взаимном признании документов об ученых степенях и ученых званиях, либо в соответствии с распоряжением Правительства РФ «Об утверждении перечня иностранных образовательных организаций и научных организаций, которые выдают документы иностранных государств об ученых степенях и ученых званиях, признаваемые на территории Российской Федерации». В случае, если иностранные учёные звания не подпадают под условия вышеупомянутых договоров и распоряжения, вопрос о признании иностранных учёных званий решается в индивидуальном порядке (до своей реорганизации в 2018 году этим занималось Министерство образования и науки РФ).